# Шмидеберг (Рудные горы)
Шмидеберг (нем. Schmiedeberg) — бывшая коммуна в немецкой федеральной земле Саксония. С 1 января 2014 года входит в состав города Диппольдисвальде.
Подчиняется земельной дирекции Дрезден и входит в состав района Саксонская Швейцария — Восточные Рудные Горы. На конец 2015 года население Шмидеберга составляло 1853 человека. Занимает площадь 40,76 км². 
Коммуна подразделялась на 8 сельских округов.